# Wo uns're Fahne weht
Wo uns're Fahne weht, op. 473, är en marsch av Johann Strauss den yngre. Den spelades första gången den 5 maj 1897 i nöjesparken Pratern i Wien.

## Historia
Johann Strauss var 70 år när han sommaren 1896 accepterade librettot av Alfred Maria Willner och Bernhard Buchbinder till sin nya operett Die Göttin der Vernunft. Det dröjde dock inte länge förrän det uppstod stridigheter, då Strauss var allt annat än nöjd med handlingen i operetten, som var tänkt att visa en skämtsam sida av den franska revolutionen. När Strauss önskade distansera sig från projektet skrev Willner bestämt till honom den 9 augusti 1896: "Herr Buchbinder vill inte på några villkor bryta kontraktet mellan oss tre... och jag för min del känner mig bunden att fortsätta följa kontraktet. Följaktligen ska jag tillåta mig att skicka ytterligare textrader till dig". Strauss var således tvingad att fortsätta komponerandet men var inte närvarande vid premiären i Theater an der Wien den 13 mars 1897. Han skyllde på "harmlös bronkitkatarr". Bulletiner om operettens framskridande telefonerades till honom efter varje akt. Senare skulle han endast närvara vid en enda av föreställningarna.
Det musikaliska arbetet hade överlåtits till kapellmästaren Adolf Müller junior (1839-1901). Strauss dödssjuke vän Johannes Brahms släpade sig till premiären, men gick under tredje akten. Han avled av cancer den 3 april samma år. Recensenten i Wiener Rundscha dömde som så många andra ut valet av libretto men fortsatte: "Hur som helst, musiken har många förtjänster, särskilt instrumenteringen, även om de förväntade valspärlorna inte infriades". Tidningen Fremden-Blatt skrev den 14 mars att Kapten Roberts entrésång (Nr 2a) i akt I, "Der Schöpfung Meisterstück - ist der Husar" gjorde stor lycka hos publiken. Rollen sjöngs av Karl Streitmann: "Det behöver inte sägas att han [Streitmann] inte missar tillfället att sjunga en livlig soldatsång. Nästa dag kommer den att sjunga över hela Wien, ty en marschmelodi av sådant kaliber, populärt driv, med snärtiga verser har inte hörts från operettscenen på lång tid". Andra melodier som användes var Husarkören (Nr 2) i akt I, "Im Kriege ist das Leben voll Reiz und wunderschön" (tema 1A) och Robert och grevinnans duett (Nr 10) i akt II, "Wo uns're Fahne weht" (tema 1B).
Förlaget "Emil Berté & Cie" visade föga intresse för operetten och blev nästan paralyserade då verket togs bort från repertoaren efter endast 36 föreställningar. Kanske var det då som Strauss bestämde sig för att själv arrangera de traditionella, separata orkesternumren med teman från operetten, då fem av de sex styckena endast gavs ut i klaverutdrag. Men den 14 mars 1897 skrev hans broder Eduard Strauss till Johann: "Tyvärr finns det inte längre någon tid att arrangera musiken. Inom två eller tre veckor stänger alla konsertsalar. Och när maj månad nalkas kommer publiken ha glömt bort dem". En tid senare klagade Eduard att förlaget inte hade skickat honom något material alls och att var glad att han personligen hade förberett valsen Heut' ist heut' (op. 471). Marschen framfördes aldrig av Capelle Strauss, i stället kom den att ingå i repertoaren hos de många militärorkestrar som fanns i Wien. Infanteriregemente nr 84 framförde verket första gången den 5 maj på restaurangen "Zum wilden Mann" i Pratern. Det är okänt om Johann Strauss någonsin fick höra sin marsch spelas offentligt.
På svenska har marschen fått titeln "Där vår fana vajar".

## Om marschen
Speltiden är ca 2 minuter och 26 sekunder plus minus några sekunder beroende på dirigentens musikaliska tolkning.
Marschen var ett av sex verk där Strauss återanvände musik från operetten Die Göttin der Vernunft:
- Heut' ist heut', Vals, Opus 471
- Nur nicht mucken, Polka-française, Opus 472
- Wo uns're Fahne weht, Marsch, Opus 473
- Da nicken die Giebel, Polkamazurka, Opus 474
- Frisch gewagt, Galopp, Opus 475
- Göttin der Vernunft, Kadrilj, Opus 476

## Weblänkar
- Der Marsch Wo uns’re Fahne weht i Naxos-utgåvan.